# 보르그엘아랍 경기장
보르그엘아랍 경기장(아랍어: ملعب برج العرب, 영어: Borg El Arab Stadium)은 이집트 알렉산드리아에 있는 축구 경기장이다. 수용 인원은 86,000명으로 아프리카 내에서는 남아프리카 공화국의 FNB 경기장 다음으로 규모가 큰 경기장으로 알려져 있다. 스모하 SC와 이집트 축구 국가대표팀의 홈 구장으로 사용되고 있으며 주변의 교통 시설로는 보르그엘아랍 국제공항이 있다.